# Pic de Granarols
El Pic de Granarols és una muntanya de 1.680,1 metres del terme comunal de Prats de Molló i la Presta, de la comarca del Vallespir, a la Catalunya del Nord. Es troba a la zona nord-oriental del centre del terme de Prats de Molló i la Presta, al sud-oest del Puig dels Sarraïns i del Puig de l'Alis, més proper. Pertany al contrafort meridional del massís del Canigó que arriba fins al nord de la vila de Prats de Molló.
Pel Pic de Granarols passen algunes rutes de senderisme del massís del Canigó.